# Eileen Ryan
Pour les articles homonymes, voir Ryan.
Eileen Rose Annucci, dite Eileen Ryan, est une actrice américaine née le 16 octobre 1927 à New York et morte le 9 octobre 2022 à Malibu en Californie.

## Biographie

### Jeunesse
Eileen Annucci naît en 1927 d'une mère d'origine irlandaise, Rose Isabel, et d'un père italo-américain, Amerigo Giuseppe Annucci. Sa mère était nourrice et son père dentiste.

### Carrière
Eileen Ryan a surtout eu une carrière à la télévision.
En 1986, elle retrouve ses fils Sean et Chris dans Comme un chien enragé de James Foley. Paradoxalement, elle y tient le rôle de leur grand-mère.
Plus tard, elle apparaît dans les films réalisés par Sean Penn : The Indian Runner (1991), Crossing Guard (1995) et The Pledge (2001).

### Famille
En 1957, Eileen Ryan épouse l'acteur-réalisateur Leo Penn, avec lequel elle a eu trois fils, les acteurs Sean Penn et Chris Penn (mort en 2006) et le chanteur-compositeur Michael Penn. Elle sera mariée à Leo Penn jusqu'à la mort de ce dernier en 1998.

## Filmographie

### Au cinéma
- 1957 : Three in One (segment : "The Load of Wood") de Cecil Holmes : Mme Johnson
- 1986 : Comme un chien enragé (At close range) de James Foley : Grandma
- 1988 : Judgment in Berlin de Leo Penn : la mère de Guenther X
- 1989 : Winter People de Ted Kotcheff : Annie Wright
- 1989 : Portrait craché d'une famille modèle (Parenthood) de Ron Howard : Marilyn Buckman
- 1991 : The Indian Runner de Sean Penn : Mme Baker
- 1993 : Benny and Joon de Jeremiah S. Chechik : Mme Smail
- 1995 : Crossing Guard (The Crossing Guard) de Sean Penn : la femme dans la bijouterie
- 1999 : Ma mère, moi et ma mère (Anywhere But Here) de Wayne Wang : Lillian
- 1999 : Magnolia de Paul Thomas Anderson : Mary
- 2001 : The Pledge de Sean Penn : Jean
- 2001 : Sam, je suis Sam (I Am Sam) de Jessie Nelson : Estelle Dawson
- 2002 : Arac Attack, les monstres à 8 pattes (Eight Legged Freaks) d'Ellory Elkayem : Gladys
- 2004 : The Assassination of Richard Nixon de Niels Mueller : la mère de Marie
- 2005 : Zodiac Killer d'Ulli Lommel : la victime de Venice Beach
- 2005 : Feast de John Gulager : la grand-mère
- 2006 : Les Fous du roi (All the King's Men) de Steven Zaillian : Lily Littlepaugh
- 2009 : Fais-leur vivre l'enfer, Malone ! (Give 'em Hell, Malone) de Russell Mulcahy : Gloria
- 2010 : Mother and Child de Rodrigo Garcia : Nora

### À la télévision
- 1955 : Goodyear Television Playhouse (en) - Saison 4, épisode 18 : Alma
- 1957 : Studio One - Saison 9, épisodes 20 et 21 : Betsy Fuller
- 1959 : Alcoa Presents: One Step Beyond - Saison 2, épisode 14 : Mme Horvath
- 1959 : La Quatrième Dimension (The Twilight Zone) - Saison 1, épisode 23 : Un monde différent : Nora Reagan
- 1960 : The Detectives Starring Robert Taylor - Saison 1, épisode 24 : Mme Sharman
- 1961 : The DuPont Show with June Allyson - Saison 2, épisode 24 : Miss Spencer
- 1961 : The Asphalt Jungle - Saison 1, épisode 6 : Anna Ashmond
- 1961 : The Detectives Starring Robert Taylor - Saison 3, épisode 9 : Mae Coil
- 1961 : Bonanza - Saison 3, épisode 15 : Amanda Gates
- 1961 : Aventures dans les îles (Adventures in Paradise) - Saison 3, épisode 13 : Alice
- 1962 : Ben Casey, Saison 1, épisode 18 : Laura Walton
- 1962 : Tales of Wells Fargo - Saison 6, épisode 27 : Lorry
- 1962 : Bonanza - Saison 3, épisode 24 : Abigail Jones
- 1972 : Bonanza - Saison 14, épisode 12 : Emily
- 1973 : Docteur Marcus Welby (Marcus Welby, M.D.) - Saison 4, épisode 20 : Shirley Cooper
- 1974 : La Petite Maison dans la prairie (Little House on the Prairie puis Little House: A New Beginning) - Saison 1, épisode 11 : Mme Kennedy
- 1986 : CBS Schoolbreak Special - Saison 3, épisode 3 : la femme au sac
- 1989 : Christine Cromwell - Saison 1, épisode 4
- 1992 : Matlock - Saison 6, épisodes 10 et 11 : Lily Wyckoff
- 1993 : La Vengeance au cœur (It's Nothing Personal) (TV) de Bradford May
- 1996 : Urgences (ER) - Saison 2, épisode 12 : Barbara Dean
- 1996 : New York Police Blues (NYPD Blue) - Saison 3, épisode 22 : Mme Treet
- 1999 : Ally McBeal - Saison 2, épisode 11 : Bria
- 2000 : Arliss (Arli$$) - Saison 5, épisode 10 : Maddie Crowley
- 2001 : Providence - Saison 3, épisode 9 : Eleanor Walters
- 2001 : Les Experts (CSI: Crime Scene Investigation) - Saison 1, épisode 14 : Rose Bennett
- 2005 : FBI : Portés disparus (Without a Trace) - Saison 3, épisode 18 : Maura O'Connell
- 2007 : The Nine : 52 heures en enfer (The Nine) - Saison 1, épisode 12 : Mme Cavanaugh